# Isodiametra variomorpha
Isodiametra variomorpha är en plattmaskart som först beskrevs av Jürgen Dörjes 1968.  Isodiametra variomorpha ingår i släktet Isodiametra och familjen Isodiametridae. Inga underarter finns listade i Catalogue of Life.